# Jonstrup Vang
Jonstrup Vang är en skog i Danmark. Den ligger i Region Hovedstaden, i den östra delen av landet. Jonstrup Vang ligger på ön Sjælland. I skogen finns flera insjöar.